# Spanyol Munkások Általános Szövetsége
Az Unión General de Trabajadores (UGT, Spanyol Munkások Általános Szövetsége) Spanyolország egyik legfontosabb szakszervezete, amely hagyományosan szoros kapcsolatban áll a Spanyol Szocialista Munkáspárttal (PSOE). 

## Története
Az UGT-t 1888. augusztus 12-én Pablo Iglesias Possé (1850-1925) alapította, marxista szocialista alapokon, bár a szakszervezet alapszabályában politikamentes státuszt deklarált. Az UGT 1920-ban tartott XIV. kongresszusáig ennek ellenére sem vallotta, hogy a szakszervezeti tevékenység alapelve az osztályharc. Bár hivatalosan az UGT sohasem lépett formális szövetségre az ugyancsak Iglesias alapította PSOE-vel, abban az értelemben mindig közel állt hozzá, hogy az UGT-tagság PSOE-elkötelezettséget feltételezett és ugyanez fordítva is.
Az első világháború idején az UGT taktikai akciószövetségre lépett riválisával, a későbbi legnagyobb spanyol szakszervezettel, a Confederación Nacional del Trabajo-val (CNT, a Munka Nemzeti Konföderációja) és a Spanyol Kommunista Párttal.
Ez a korszak nyomtalanul végetért Miguel Primo de Rivera diktatúrája (1923-1930) idején, amely sok tekintetben monopolhelyzetet biztosított a kormánya támogatta szakszervezetnek. Ebben a helyzetben a CNT a radikális konfrontálódást választotta, az UGT azonban – bár a diktatúrával nem értettek egyet – kollaborált a rezsimmel, hogy törvényesen tovább működhessen.
A Második Spanyol Köztársaság idején (1931-1939), amikor az UGT tagsága meghaladta az egymilliót, a Francisco Largo Caballero vezette szárny radikalizálódott. A spanyol polgárháború (1936-1939) kitörése után a belső ellentétek elmélyültek és Caballero 1937-ben távozott az UGT főtitkári posztjáról.

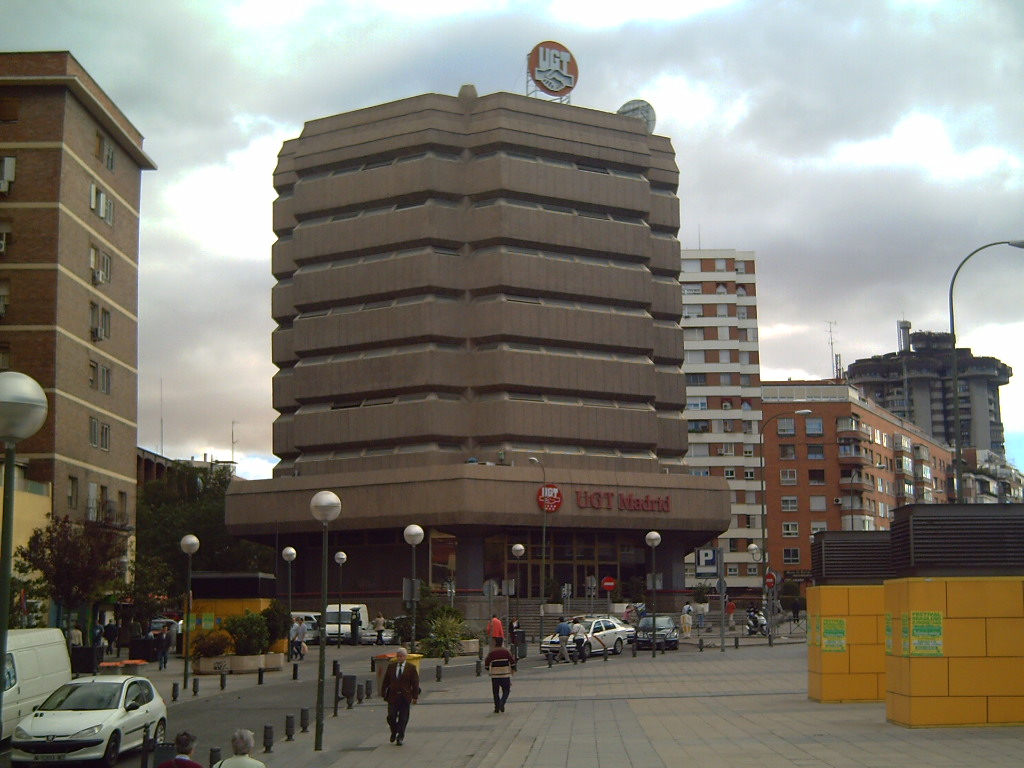
UGT-központ Madridban, az Avenida de Américán

Miután a polgárháború Francisco Franco tábornok győzelmével végződött, az UGT illegalitásba szorult Franco 1975-ben bekövetkezett haláláig. A diktatúrát követő demokratikus átmenet során az UGT és a legnagyobb spanyol szakszervezetté váló Comisiones Obreras' (CCOO, Munkásbizottságok) ismét a fősodorba kerültek és ma is ők jelentik a legnagyobb munkásképviseleteket Spanyolországban.

## Külső hivatkozás
- UGT – Unión General de Trabajadores, az UGT honlapja